# Glacier rocheux
 (avril 2023).
Si vous disposez d'ouvrages ou d'articles de référence ou si vous connaissez des sites web de qualité traitant du thème abordé ici, merci de compléter l'article en donnant les références utiles à sa vérifiabilité et en les liant à la section « Notes et références ».

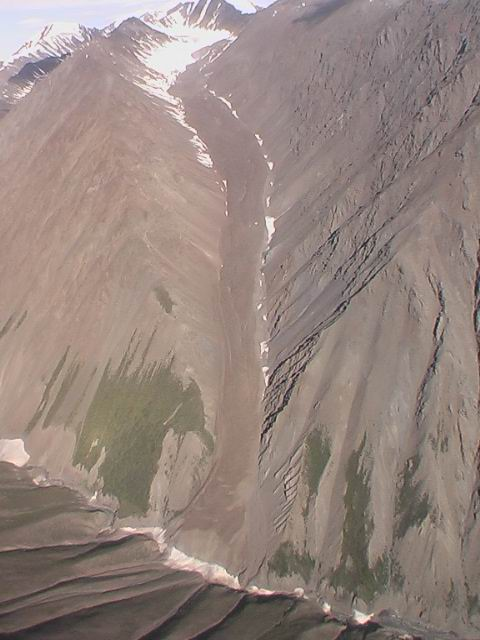
Glacier rocheux dans les monts Wrangell St Elias en Alaska.

Un glacier rocheux est une masse de débris rocheux mélangés à de la glace se déplaçant à très faible vitesse (quelques centimètres à quelques mètres par an) sur un versant. Sur plusieurs milliers d'années, ce déplacement engendre une morphologie semblable à une coulée de lave, atteignant parfois plusieurs kilomètres de long, particulièrement repérable dans les paysages de montagne. Le terme prête parfois à confusion avec ceux de glacier et de glacier couvert, dont il se différencie toutefois par une morphologie, une structure interne et une évolution au cours du temps différentes[réf. souhaitée].
Bien que l'origine et le fonctionnement des glaciers rocheux soient encore débattus, il est largement accepté qu'ils sont l'expression visible de la présence de pergélisol, en particulier dans les montagnes relativement sèches où les glaciers sont peu présents. L'origine des matériaux rocheux (éboulis ou moraine) est souvent beaucoup plus claire que celle de la glace, qu'il est assez rare d'observer (étant enfouie sous plusieurs mètres de débris rocheux plus ou moins grossiers) et dont l'origine est souvent discutée (hypothèse glaciaire ou périglaciaire).
Selon la topographie (fond de vallée, versant raide…), la géologie (fourniture de débris rocheux), le climat et la présence ou non de glaciers, l'approvisionnement des glaciers rocheux en débris et en glace peut varier selon les lieux et au cours des temps, et conduire à trois types de morphologies : un type lobé où la largeur est supérieure à la longueur ; un type spatulé et le type le plus courant en langue qui se situe uniquement en fond de vallée.
L'activité des glaciers rocheux (en particulier leur mouvement) est dépendante des conditions climatiques, et les travaux scientifiques les plus récents montrent que, dans les Alpes, ils semblent avoir réagi par une accélération à l'augmentation des températures au cours des deux dernières décennies. Certains glaciers rocheux présentent par ailleurs des signes de déstabilisation plus ou moins importants, signes probables de la dégradation du pergélisol qu'ils contiennent.

## Caractéristiques des glaciers rocheux

### Caractéristiques morphologiques

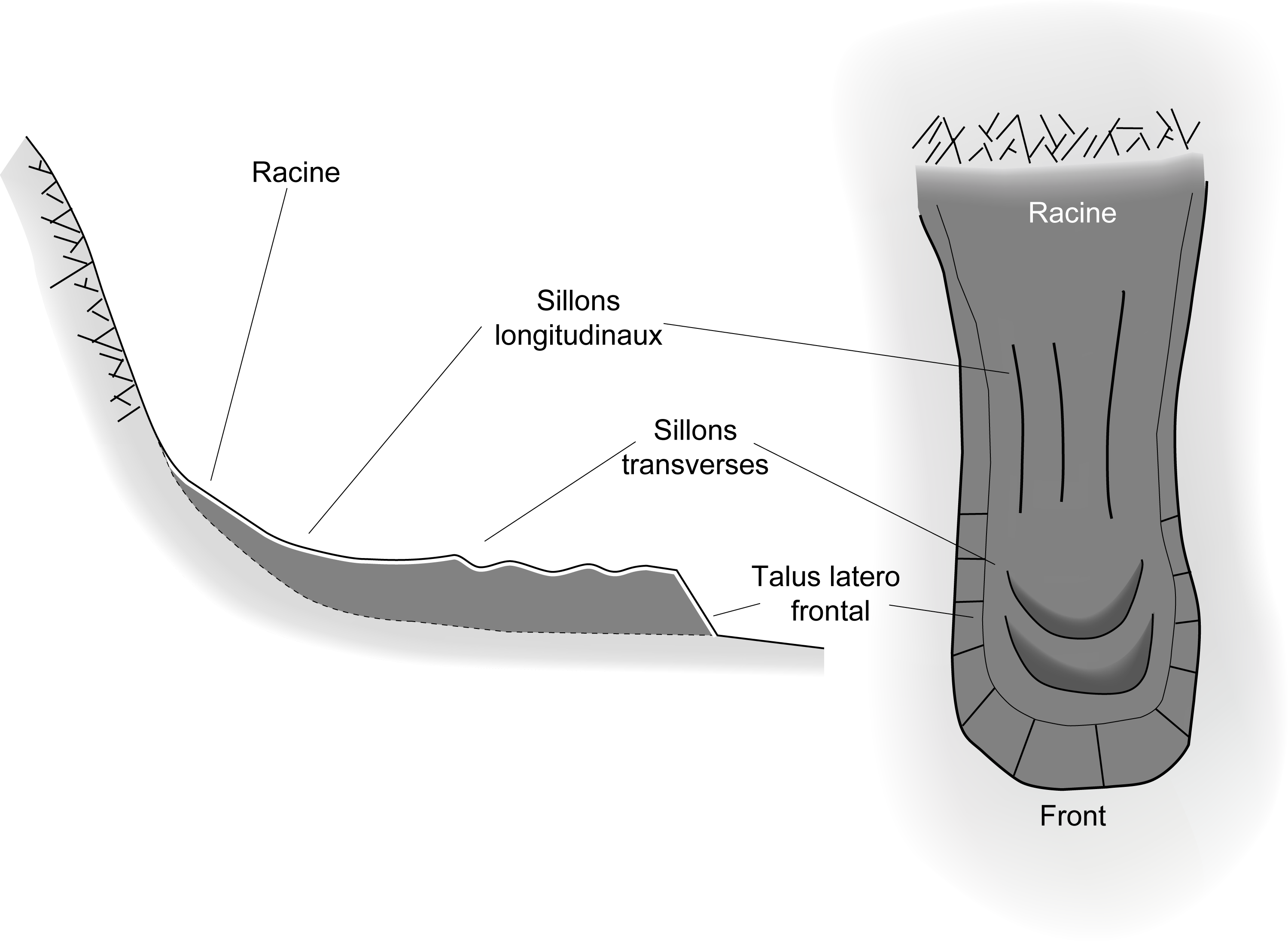
Morphologie typique d'un glacier rocheux (à gauche, vue en coupe ; à droite, vue en plan).

Selon la topographie (fond de vallée, versant raide ...), la géologie (détermine la fourniture de débris rocheux), le climat et la présence ou non de glaciers, l'approvisionnement des glaciers rocheux en débris et en glace peut varier et conduire à trois types principaux de morphologies : un type lobé où la largeur est supérieure à la longueur ; un type spatulé et le type le plus courant en langue qui se situe en fond de vallée.
Un glacier rocheux est dit frais s'il contient de la glace et relique si elle est absente. Une distinction, souvent délicate à faire par la simple observation de la forme, est également opérée entre un glacier rocheux actif, c'est-à-dire qui est animé d'un mouvement lié à la présence de la glace, et inactif lorsque la glace n'est plus en quantité suffisante pour permettre un mouvement.
Le secteur où s'initie le glacier rocheux (c'est-à-dire où se crée le mélange glace/débris) est appelé racine alors que sa terminaison est appelée front, en référence à son allure raide et nette.

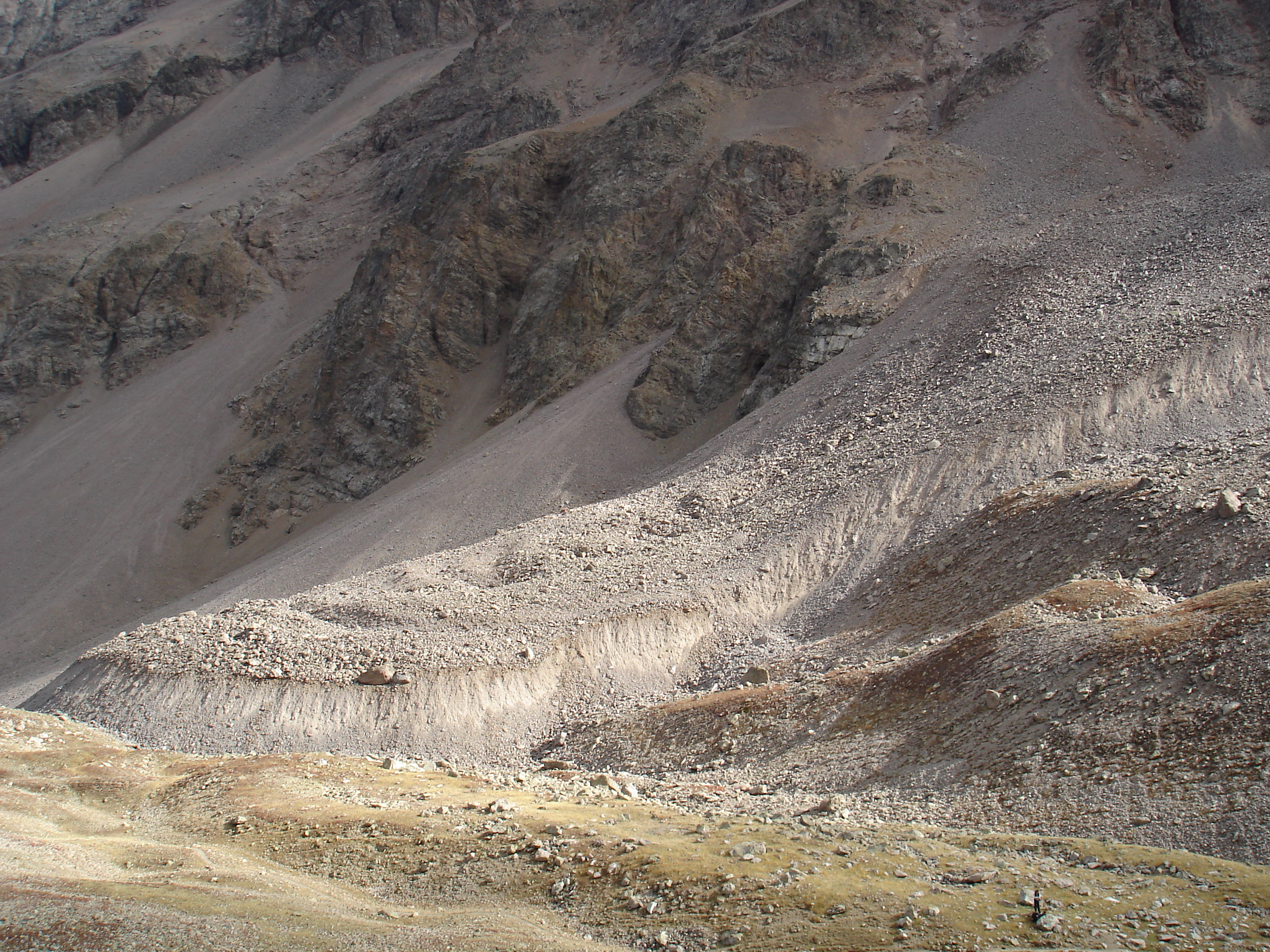
Vue du glacier rocheux de Laurichard en automne. Le talus latéro-frontal est clairement visible, et sa raideur démontre l'activité du glacier rocheux.

Souvent confondus dans le paysage avec les éboulis ou les moraines, quelques critères permettent de reconnaître un glacier rocheux :
1. la présence d'un talus latéro-frontal raide (pour les glaciers rocheux actifs, la pente est généralement comprise entre 35 et 45°), délimitant la forme et composé de matériaux fins, instables. La base du talus est souvent recouverte, sur quelques mètres de hauteur, de blocs grossiers éboulés depuis la surface du glacier rocheux ;
2. la présence de sillons longitudinaux dans les secteurs en étirement (forte pente), et de rides et sillons transversaux dans les secteurs de ralentissement de l'écoulement. Ces dernières formes, aussi appelées bourrelets, ont une amplitude de quelques décimètres à quelques mètres et sont particulièrement visibles sur la partie terminale du glacier rocheux.

Les glaciers rocheux reliques présentent une morphologie similaire aux formes actives mais s'en distinguent par des contours moins nets, une allure affaissée de l'ensemble de la forme (liée à la fonte de la glace, cf thermokarst) et par une présence plus abondante de végétation.

### Structure interne

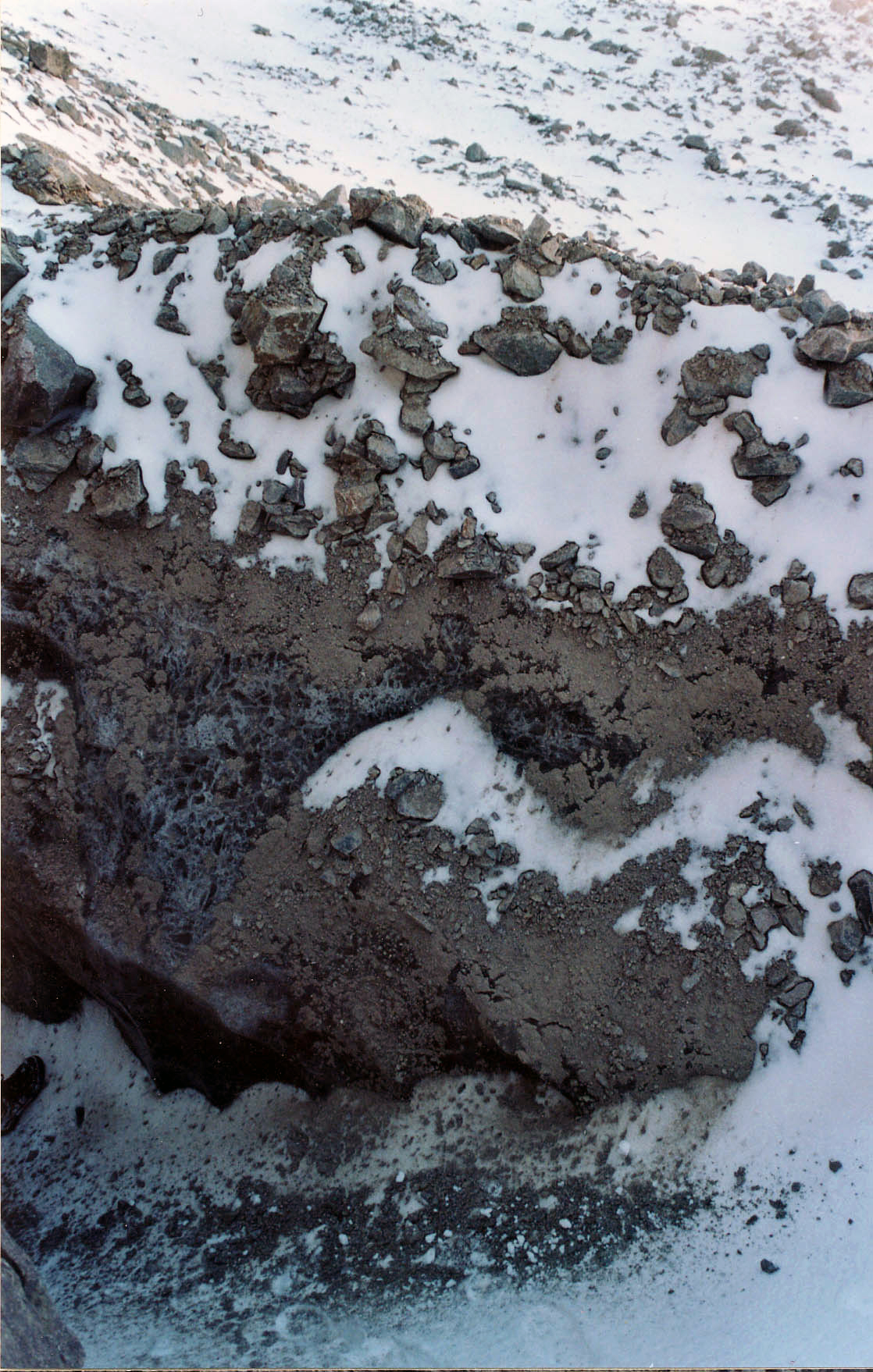
Rimaye observable à la racine du glacier rocheux de Laurichard (Hautes-Alpes) à la fin de l'été 2003 (la tranchée fait trois à cinq mètres de hauteur). Les deux premières couches de la structure du glacier rocheux sont bien visibles, avec de la glace massive apparaissant sous 50 cm à un mètre de débris rocheux.

Les observations directes, les forages et les investigations géophysiques ont permis d'établir une structure-type de glacier rocheux (par ex. Haussmann et al., 2007), dont les possibilités de variation, y compris au sein même de la forme, sont cependant grandes. De la surface vers la profondeur, on distingue ainsi :
- une couche de débris rocheux (dont la taille peut aller de quelques centimètres à plusieurs mètres), pris ou non dans une matrice de sédiments fins, libre de glace et correspondant, d'un point de vue thermique, à la « couche active » du pergélisol (portion superficielle qui gèle en hiver et dégèle en été) ;
- un mélange de débris et de glace, dont l'arrangement et la proportion peuvent varier d'une masse de glace quasi pure à un « béton de glace » (sédiments fins, type sable, dont les interstices sont comblés par de la glace) en passant par des lentilles de glace restreintes alternant avec des bandes de sédiments ;
- une couche de débris rocheux libres de glace enfouis sous le glacier rocheux au fur et à mesure de son avancée.

### Dynamique
Dès lors que le pergélisol est sursaturé en glace (c'est-à-dire qu'il contient plus de glace, en volume, que la porosité normale du matériel dans un état dégelé) et qu'il est situé sur un terrain en pente, il peut se déformer sous l'effet de son poids.
L'écoulement des glaciers rocheux se rapproche de celui des glaciers froids, où la déformation interne de la glace (dénommée fluage) conduit à une croissance exponentielle des vitesses de la profondeur vers la surface, et se combine fréquemment avec la présence d'un niveau de cisaillement, en deçà duquel les vitesses sont quasiment nulles. À la différence des glaciers, les vitesses d'écoulement relativement faibles ne conduisent pas à une déformation cassante (formation de crevasses) et les propriétés rhéologiques des glaciers rocheux favorisent plutôt une morphologie à l'allure fluidale, à l'origine des rides et des bourrelets caractéristiques.
Les variations dans l'écoulement des glaciers rocheux dépendent de facteurs tels que la pente, la quantité de glace, la proportion glace/débris rocheux, la présence ou non d'eau liquide ou encore la température du pergélisol. À l'échelle de quelques années, ces deux derniers paramètres, en grande partie contrôlés par le climat, sont prépondérants pour expliquer les variations de la vitesse d'écoulement des glaciers rocheux. L'enneigement joue par conséquent un rôle primordial dans la dynamique des glaciers rocheux, d'une part en tamponnant le refroidissement hivernal (effet isolant de la neige), d'autre part en fournissant de plus ou moins grandes quantités d'eau de fonte au printemps.
À une échelle décennale ou séculaire, un glacier rocheux peut se « désactiver » si les conditions climatiques ne permettent plus un maintien de la glace en quantité suffisante ou si l'alimentation en glace et en débris diminue trop fortement.
Certains glaciers rocheux font l'objet de suivi sur le long terme (le glacier rocheux de Laurichard, dans le parc national des Écrins constitue la plus longue série française), principalement par des mesures annuelles de la position de blocs marqués (au moyen de tachéomètres ou de DGPS). Les études les plus récentes ont montré que les variations de vitesses d'une dizaine de glaciers rocheux en Europe sont très similaires d'un bout à l'autre de l'arc Alpin. Les hivers fortement et précocement enneigés (comme en 2000-2001, et en 2003-2004) seraient à l'origine de vitesses élevées tandis que les hivers peu enneigés (comme en 2005-2006), permettant un fort refroidissement du sol, se seraient traduits par une nette diminution des vitesses.

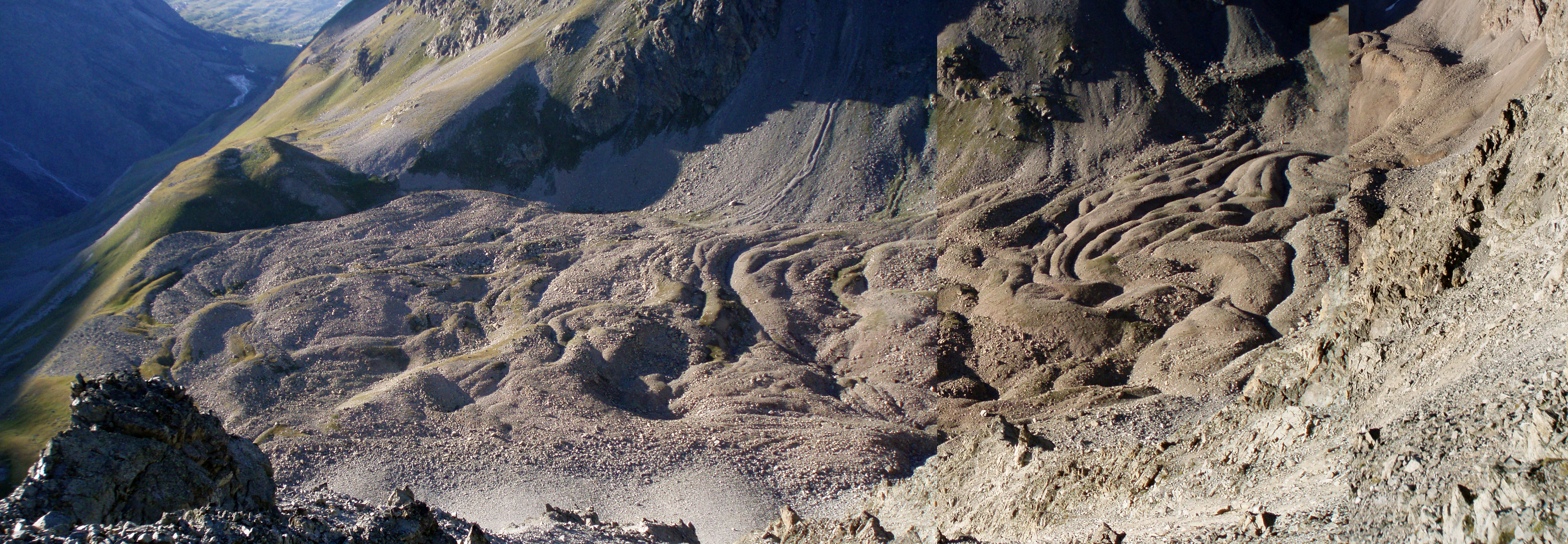
Vue panoramique du complexe de glaciers rocheux du vallon de la Route (Hautes-Alpes, France). Dans le haut du vallon (exposé au sud, 2600-2800 m, à droite de l'image), les formes présentent une morphologie caractéristique de glaciers rocheux actifs (contours nets, bourrelets bombés, absence de végétation) puis passent à des formes reliques (morphologie affaissée, présence de végétation) vers le bas du vallon (exposé à l'ouest, 2500 m, à gauche).

## Évolution des glaciers rocheux

### Au cours du Quaternaire
Les grandes glaciations qui ont marqué l'ère quaternaire ont généralement conduit à un « récurage » complet (au sens où les formations superficielles ont été déblayées par l'action des glaciers) des versants de montagne, faisant souvent du début de l'Holocène (il y a environ 12 000 ans) une « année zéro » pour l'évolution des paysages de haute montagne désenglacée. Le repli des glaciers aux plus hautes altitudes a alors pu laisser se développer des glaciers rocheux, dont les formes les plus anciennes, aujourd'hui reliques, peuvent descendre jusqu'à 2 000 mètres dans les Alpes françaises (les formes actives les plus basses se rencontrent aujourd'hui à 2300-2400 dans les versants orientés au nord).
Les conditions d'alimentation (en débris et en glace) s'étant maintenues sur de longues périodes de temps (typiquement des millénaires), mais ayant également fluctué, des générations successives de glaciers rocheux, souvent emboîtées les unes dans les autres, se sont ainsi mises en place. En France, de tels complexes de glaciers rocheux s'observent fréquemment dans les paysages des Alpes du Sud (massif du Mercantour-Argentera, Haute Ubaye, entre autres), sur les pentes comprises entre 2000 et 3 000 m d'altitude. Les formes les plus basses, dont l'inactivité est ancienne (comme l'indique la colonisation végétale, pelouse, arbuste et arbres parfois), présentent une allure affaissée et arrondie typique, et peuvent parfois être partiellement recouvertes de dépôts plus récents (éboulis, dépôts torrentiels ou avalancheux).
Dans les Alpes suisses, des excavations réalisées sur un glacier rocheux d'apparence relique ont fait apparaître, sous 5 à 10 m de débris, de la glace interstitielle (mélange aux débris rocheux, sables et limons) en quantité notable. Ce fait démontre que le pergélisol des glaciers rocheux, protégé par un manteau de débris rocheux isolants, peut être préservé sur de longues périodes, y compris lorsqu'il est « exporté » vers le bas, par l'écoulement du glacier rocheux, dans des conditions climatiques qui seraient défavorables à sa création.

### Une réponse auchangement climatique?
Les forages effectués dans le pergélisol de montagne (dont le plus ancien, celui de Murtèl dans les Alpes suisses, fonctionne depuis 1987) montrent que, durant ces vingt dernières années l'évolution des températures du sol a suivi les tendances de l'atmosphère, bien que des années sans neige (comme en 1995-1996) aient pu temporairement ralentir l'élévation des températures. Une augmentation de l'épaisseur de la couche active sur ces mêmes sites a également été constatée, démontrant en particulier que les températures de l'air sont plus élevées en été.
En dépit de l'inertie thermique du pergélisol, il est probable que dans les secteurs les plus bas en altitude, les températures du pergélisol se rapprochent, ou aient déjà atteint, 0 °C et qu'une fonte du pergélisol (sa dégradation) soit en cours. La quantité de chaleur latente que requiert la fonte de la glace étant élevée, cette évolution est relativement lente (de l'ordre de plusieurs années à plusieurs décennies), toutefois l'eau de fonte ainsi libérée peut notablement modifier l'écoulement des glaciers rocheux. Ainsi, les signes de déstabilisation observés sur plusieurs glaciers rocheux en Europe pourraient être les conséquences de ce phénomène.
Comme beaucoup de processus et formes géomorphologiques touchant à la montagne, l'étude des glaciers rocheux et de leur réaction au changement climatique est au cœur des travaux de recherche actuels. Même si les séries sont encore souvent assez courtes pour produire des tendances fiables il semble que le réchauffement du sol suit celui de l'atmosphère mais est aussi influencé par l'enneigement. En effet un faible enneigement contribue en montagne à une baisse de la température du sol, l'effet isolant étant diminué.
Cette tendance à la hausse entraîne naturellement un pergélisol qui se rapproche de 0 °C avec des conséquences probables et déjà en partie constatées dont la déstabilisation de nombreux versants. 
Ainsi en 2006 la rupture importante d'un glacier rocheux dans les Alpes-de-Haute-Provence a contribué à attirer l'attention sur le problème et les risques potentiels liés.